# Donald E. Knuth
Donald Ervin Knuth ([knuːθ], n. 10 ianuarie 1938, Milwaukee, Wisconsin, SUA) este profesor emerit la Universitatea Stanford.
Este autorul cărții The Art of Computer Programming [Arta programării calculatoarelor], una dintre cele mai apreciate lucrări în domeniu, și creator al sistemelor TeX și METAFONT.
A primit numeroase premii, printre care: premiul Turing, Medalia națională în științe, medalia John von Neumann și premiul Kyoto.